# Galezy
Galezy – imię o nieznanym pochodzeniu. Zniekształcona forma imienia noszonego przez papieża Gelazjusza
Galezy imieniny obchodzi 18 listopada.